# Nostalgia in Times Square (Album)
Nostalgia in Times Square ist ein Jazzalbum von Jemeel Moondoc. Die am 24. November 1985 Brooklyn entstandenen Aufnahmen erschienen 1986 auf Soul Note.

## Hintergrund
Jemeel Moondoc, der Mitte der 1980er-Jahre als „ein offen denkender Veteran der Jazz-Loft-Szene der 1970er Jahre“ galt, nahm dieses Album 1985 für das italienische Label Soul Note mit Bern Nix (Gitarre), Rahn Burton (Piano) (alias Ron Burton), William Parker (Bass) und Dennis Charles am Schlagzeug auf. Für das Label hatte Moondoc bereits 1981 im Trio mit Fred Hopkins und Ed Blackwell die LP Judy's Bounce eingespielt.
Erst zehn Jahre später legte Jemeel Moondoc wieder ein Album unter eigenem Namen vor und wirkte in dieser Zeit lediglich an zwei Aufnahmesessions von Butch Morris (Conduction #15, Where Music Goes II) und dem Denis Charles IV-Tet mit Nathan Breedlove und Wilbert de Joode (Captain of the Deep) mit.

## Titelliste
- Jemeel Moondoc: Nostalgia in Times Square

1. Nostalgia in Times Square (Charles Mingus) 13:12
2. Flora 12:18
3. In Walked Monk 15:16
4. Dance of the Clowns 10:51

Wenn nicht anders vermerkt, stammen die Kompositionen von Jemeel Moondoc.

## Rezeption
Zu dem Album hieß es in All About Jazz, obwohl es sich nur um ein Quintett handelte, sei es der Gruppe gelungen, einen viel größeren Klang zu erzielen, als ihre Größe vermuten ließ, was es ihnen ermöglichte, eine wunderschöne Version der Charles Mingus-Komposition „Nostalgia in Times Square“ aufzuführen, die nichts von der Üppigkeit und Sehnsucht der Mingus-Version verliere. „In Walked Monk“ sei eine weitere Hommage an einen der Meister des Jazz, ein Tribut von Thelonious Monk an Bud Powell. Die Gruppe um Moondoc spiele hier fünfzehn Minuten lang sehr offen spiele und nutze den Titel für einige schillernde Soli. „Flora“ sei die alleinige Ballade des Albums, eine ergreifende Darbietung, bei der Moondoc zum Sopransaxophon wechselt und es mit elegantem Piani und Gitarre gut harmoniere. Dies sei ein sehr unterhaltsames Album, das an die Musik erinnere, die Charles Mingus zuletzt mit seiner Band mit Don Pullen und George Adams so großartig gemacht habe.

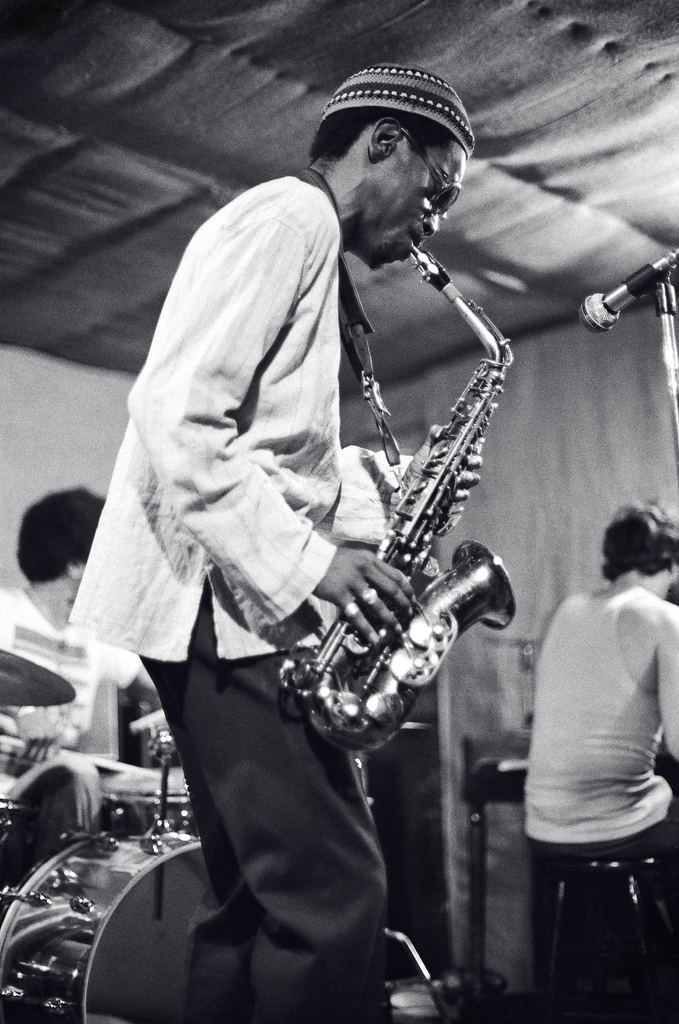
Jemeel Moondoc im Studio Rivbea mit seinem Ensemble Muntu im Juli 1976

Allmusic verlieh dem Album vier Sterne.
Nach Ansicht von Syd Fabio (Rock Salted) habe es in den 1980er-Jahren im Jazz einen unverkennbaren „konservativen“ Trend gegeben. Im schlimmsten Fall bedeutete dies, dass Musiker einen beliebigen Zeitpunkt wählten und die gesamte Jazzgeschichte über diesen Zeitpunkt hinaus außer Acht ließen, doch nicht alle Musik dieser Art war so reaktionär. so werde häufig David Murrays Album Ming als grundlegendes Dokument für einen anderen Ansatz zitiert, der Elemente der Vergangenheit aufnahm und darauf aufbaute, ohne ihr allein verpflichtet zu sein. Ein weiteres Beispiel wäre James Newtons The African Flower (The Music of Duke Ellington and Billy Strayhorn), mit etwas zurückhaltenderem Ton. Jemeel Moondocs Nostalgia in Times Square füge sich in dieses Kontinuum ein, so der Autor. Sein Ton sei lyrisch und präzise, mit einem Unterton von ironischem Humor. Das ganze Album hebe sich von älteren Jazz-Stilen ab, eine Art swingende Hard-Bop-Form, füge aber modernere Soli hinzu. Jedem Solisten stehe es frei, ungewöhnliches Quietschen, Intervalle und Harmonien einzusetzen, aber die Musik sei im Allgemeinen in einem definierteren Rhythmus verankert und flirte viel mehr mit einer etwas konventionellen melodischen und harmonischen Basis als die freie Musik der vorangegangenen zwei Jahrzehnte.